# Francesco Paolo Labisi
Francesco Paolo Labisi (* 1720 in Noto; † um 1798 ebenda) war ein italienischer Architekt des Spätbarock auf Sizilien.

## Leben
Labisi war Schüler von Rosario Gagliardi. Die meisten seiner Bauten entstanden im Laufe des 18. Jahrhunderts in Noto, das durch das schwere Erdbeben von 1693 stark zerstört worden war.
Er gilt als typischer Vertreter des Sizilianischen Barock im 18. Jahrhundert. Seine Bauten zeichnen sich durch ihre exakt mathematisch angelegten Entwurfszeichnungen aus; aktenkundig ist, dass Labisi 1746 ein in seinem Besitz befindliches Buch des Deutschen Philosophen und Mathematikers Christian Wolff übersetzen ließ; das handschriftliche Manuskript befindet sich in der Bibliothek von Noto.

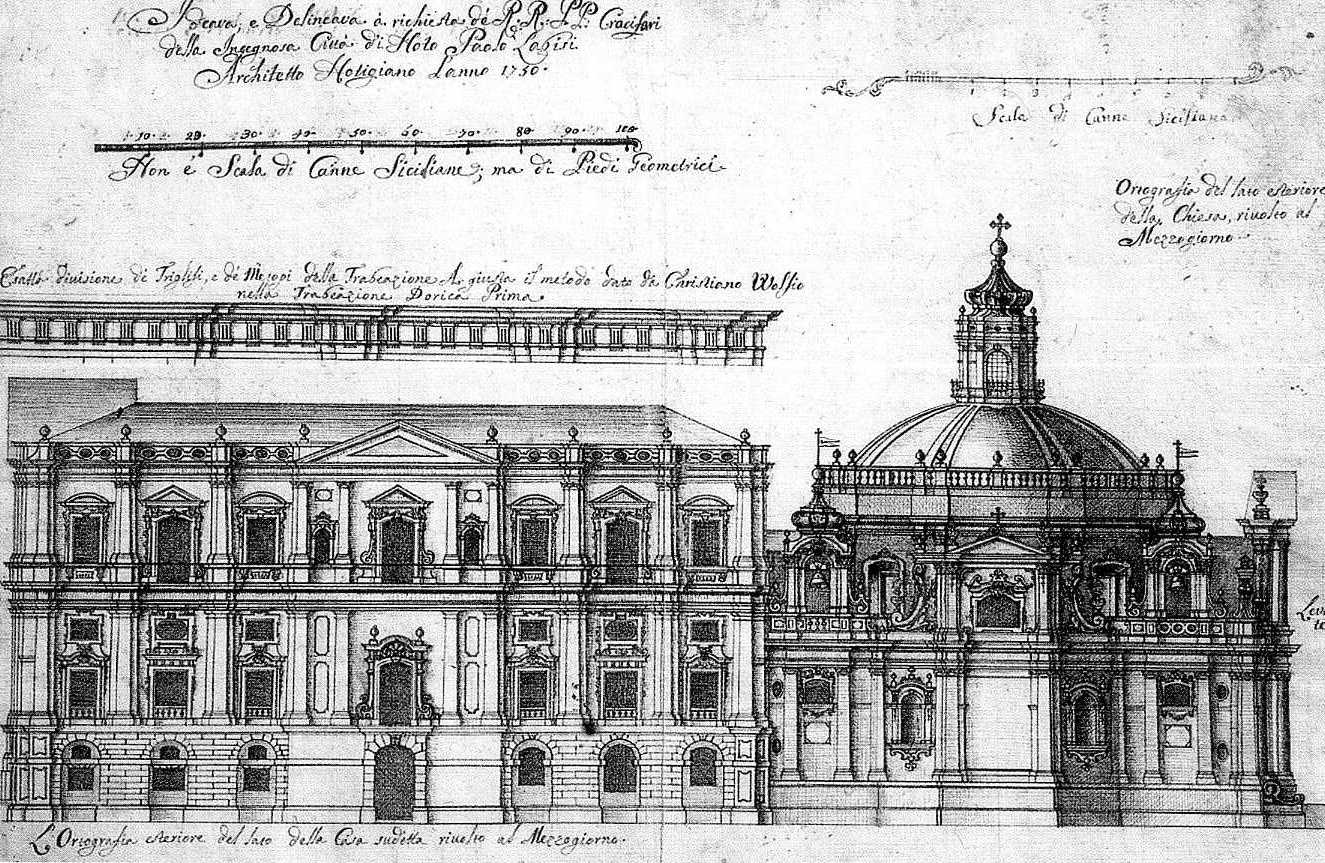
Francesco Paolo Labisi: Aufriss der Chiesa del Crociferio di San Camillo in Noto (1750)

Sein Entwurf der Fassade des Doms von Modica ist stark von der Dresdner Hofkirche inspiriert, die 1739 in Stichen von Lorenzo Zucchi veröffentlicht wurden.
Sein Sohn Bernardo Maria Labisi war ebenfalls Architekt.

## Bauten
- Cattedrale San Giorgio (Modica): Entwurf der Fassade (ab 1761)
- Palazzo Villadorata (Noto)
- Palazzo Ducezio (Noto)
- Chiesa di Montevergine (Noto)
- Chiesa del Crociferio di San Camillo (Noto): Entwurf 1750
- Villa Eleonora dei Nicolaci Pricipe dei Villadorata (nahe Noto)